# Albareto
Albareto (emilián nyelven Albarèin) település Olaszországban, Emilia-Romagna régióban, Parma megyében. Lakosainak száma 2087 fő (2023. január 1.). Albareto Borgo Val di Taro, Compiano, Pontremoli, Sesta Godano, Tornolo, Zeri és Varese Ligure községekkel határos.

## Népesség
A település népességének változása:
| Lakosok száma | 2150 | 2160 | 2087 |
|               | 2017 | 2018 | 2023 |